# Céline Arnauld
Céline Arnauld (n. Carolina Goldstein, 20 septembrie 1885, Călărași — d. 23 decembrie 1952, Paris) a fost o scriitoare franceză de origine română, asociată cu dadaismul. S-a sinucis în 1952, la două luni după decesul soțului ei, scriitorul belgian Paul Dermée.

## Biografie artistică
A condus publicația efemeră, dar apreciată denumită Projecteur și a colaborat la revistele dadaiste Littérature, 391, Cannibale și Z. Cu ocazia desprinderii suprarealiștilor de mișcarea dadaistă, Arnauld a semnat un articol-polemică, "Pilhaou-Thibaou", contra lui André Breton și Francis Picabia. 
Arnauld a fost una din inițiatoarele performanțelor de tip scenic și extra scenic ale mișcării artistice Dada. În martie 1920, dadaista din Călărași a organizat Manifestarea Dada de la Maison d’Oeuvre fiind „femeia gravidă” în piesa La Première Aventure Céleste de M. Antipyrine (Prima aventură cerească a domnului Antipyrine) de Tristan Tzara. Peste două luni, reapare ca autor și actor unic în dialogul numit Jeu d’échecs (Joc de șah) la Festival Dada de la fr Salle Gaveau.

## Opere
- Tournevire, Editions de "L'Espirit nouveau", Paris, 1919 (cu frontispiciu de Henri Laurens; roman)
- Poèmes à claires-voies, 1920
- Images dans le dos du cocher, 1920
- Point de mire, J. Povolozsky & Cie, Collection "Z", Paris, 1921 (cu un portret de Halicka; tiraj de 200 de exemplare numerotate)
- Guêpier de diamant, 1923
- L'Apaisement de l'éclipse. Passion en deux actes. Précédé de Diorama, Les Ecrivains réunis, Paris, 15 aprilie 1925 (tiraj de 266 de exemplare numerotate)
- La Nuit rêve tout haut. Poème à deux voix et Le Clavier secret, Collection des Documents Internationaux de l'Esprit Nouveau, 1934
- Heures intactes, Les Cahiers du journal des poètes (nr. 1 din colecție), Bruxelles, ianuarie 1936 (tiraj de 100 de exemplare)
- Anthologie: morceaux choisis de 1919 à 1935, Les Cahiers du journal des poètes (nr. 3 din colecție), Paris, februarie 1936 (cu o ilustrație de Henri Laurens; tiraj de 650 de exemplare)
- Les réseaux du réveil, G.L.M., 1937 (tiraj de 250 de exemplare)

Dintre operele nepublicate și cele cărora nu li se cunosc data apariției sau care au rămas în periodice, se numără La Lanterne magique, 5. 7. 8. ta ou?, Jeu d'échecs și comedia La Lune dans le puits.